# Sint-Antonius van Paduakerk (Heerlen)
De Sint-Antonius van Paduakerk is een kerkgebouw in Heerlen in de Nederlandse provincie Limburg. De kerk ligt aan de Beersdalweg in buurtschap Vrank. Naast de kerk ligt een klooster van de Franciscanen.
De kerk is gewijd aan Antonius van Padua.
Naast het portaal staat een beeld dat van de Sint-Franciscus van Assisikerk in Heerlen afkomstig is.

## Geschiedenis
In 1929 werd de kerk gebouwd naar het ontwerp van architect Frits Peutz. 
Op 14 juli 1999 werd het kerkgebouw ingeschreven in het rijksmonumentenregister.
De Franciscanen verlieten de parochie in 2007, die toen een clusterverband aanging met de Gerardus-Majellaparochie van Heksenberg.
In november 2016 werd de kerk aan de eredienst onttrokken.

## Opbouw
Het niet-georiënteerde bakstenen kerkgebouw is opgetrokken in traditionalistische stijl met invloed van de neogotiek. Het gebouw omvat een portaal met spitsboog onder een zadeldak, een eenbeukig schip met vijf traveeën onder een zadeldak, een koor van een travee onder een hoger zadeldak met daarop een naaldspits en een spitsboogvormig apsis. Aan weerszijden van het koor staat er een uitbouw. Aan oostzijde is de kerk verbonden met het kloostergebouw.